# Jumpin' Jack Flash
«Jumpin' Jack Flash» —en español: «El saltarín Jack Flash»— es una canción de la banda de rock inglesa The Rolling Stones, compuesta por Mick Jagger y Keith Richards y lanzada como sencillo el 24 de mayo de 1968 anticipando la llegada de su próximo álbum de estudio, Beggars Banquet, a pesar de que esta no vendría en el disco. Esta canción producida por Jimmy Miller fue el primer trabajo que realizó con el grupo, el inicio de una relación fructífera que concluiría hasta 1973.

## Inspiración y grabación
Denominada como "Delta blues supernatural a la manera del Swing londinense" por los Stones, la canción parece ser el retorno del grupo a sus raíces en el blues después de sus anteriores trabajos experimentales como Between the Buttons y Their Satanic Majesties Request.
Después de una larga inactividad una vez finalizada la grabación y edición de su material anterior, a la que se le sumaron las adicciones de su guitarrista Brian Jones, los proyectos alternativos que Mick Jagger planeaba concretar y la presión por el fracaso de este mismo material; el grupo decidió retornar a grabar su siguiente álbum con un nuevo productor. Jagger decidió hacerse de los servicios de Jimmy Miller, quien había trabajado anteriormente con The Spencer Davis Group y Traffic. 
Las grabaciones de la siguiente producción comenzaron el 23 de marzo de 1968 en los Olympic Studios de Londres, Inglaterra. Al finalizar la semana, The Rolling Stones tuvieron listas cuatro canciones: «Jigsaw Puzzle»,«Parachute Woman»,«Child of the Moon» y «Jumpin' Jack Flash». Keith Richards tocó guitarra y bajo en la versión de estudio.
El riff inicial de la canción es acreditado a Richards, aunque Bill Wyman lo reclamó como propio. Wyman dijo en su autobiografía Stone Alone que el riff inicial de guitarra fue creado por él, pero no fue acreaditado, algo que a Wyman nunca le agradó: "Estábamos en el estudio temprano una vez... de hecho creo que era un ensayo, no creo que haya sido durante una grabación. Y estábamos ahí Brian, Charlie y yo - los banda nunca llegaba al mismo tiempo, sabes - y Mick y Keith no habían llegado. Y estaba pasando el rato y me sente en el piano y comencé a tocar este riff: da-daw, da-da-daw, da-da-daw, y después Brian comenzó a tocar el bit de guitarra y Charlie le estaba dando el ritmo. Estuvimos tocándolo por 20 minutos, y llegaron Mick y Keith y páramos, ellos dijeron: 'Hey, eso suena muy bien, continúen, ¿qué es?.' Al siguiente día lo grabamos, Mick escribió una grandiosa letra y resultó ser un muy buen sencillo."

## Letra y música
La letra compuesta por Richards y Jagger, fue escrita mientras ambos estaban en la casa de campo de Richards. El título de la canción fue inspirada por el jardinero del guitarrista, Jack Dyer, se cuenta que una mañana en la casa de la campiña de Richards, Jagger se despertó por el ruido que había afuera y entonces vio al jardinero pasar por la ventana y le preguntó a Keith que era ese ruido ("¿Qué es eso?"), a lo que él respondió: "Oh, es solo Jack, el saltarín Jack." El resto de la canción habla de él. La canción es cantada en primera persona por Jagger:
| I was born in a cross-fire hurricane, and I howled at my ma' in the driving rain, But it's all right now, in fact, it's a gas!, But it's all right. I'm Jumpin' Jack Flash, It's a gas! Gas! Gas! | Nací en un huracán de fuego cruzado, y le aullé a mi mamá bajo la lluvia torrencial, pero ahora todo va bien, de hecho, ¡es increíble! Pero todo va bien. Soy Jack Flash el saltarín, ¡es increíble! |

Sobre el opening característico del tema Keith Richads dijo en 2002:

Usé una Gibson Hummingbird acústica afinado en D, en seis cuerdas. El Open D (Re abierto) o el Open E, son la misma cosa - los mismos intervalos - pero sería aflojado algunas para D. Después hubo un capo en él, para darle un sonido realmente duro... Además había otra guitarra encima de esta, pero afinada en E9 tuning. Lo aprendí de alguien de la banda de George Jones en San Antonio en 1964. La guitarra agitada era acústica...ambas acústicas fueron puestas en una grabadora de casete Philips.

## Lanzamiento y legado
A principios de mayo, la banda presentó a la canción en un inesperado concierto organizado por el New Musical Express, a lo que le siguió una presentación en televisión, acompañado de un film promocional en el que muestran su nueva apariencia.
El videoclip fue dirigido por Michael Lindsay Hogg, un realizador de la ITV, y fue filmado con cuatro equipos de cámaras, con los miembros del grupo maquillados y vestidos extravagantemente para dar una atmósfera siniestra. En él se mostraba a un Mick Jagger maquillado a manera de nativo americano, un Brian Jones con unos enormes lentes negros y los labios pintados, y al resto de la banda igual de maquillados, con un cabello más largo y un aspecto peligroso y decadente.
«Jumpin' Jack Flash» fue lanzado como sencillo el 24 de mayo de 1968 y llegó al #1 en el Reino Unido y al #3 de los Estados Unidos con «Child of the Moon» en el lado B.
Además de ser una de las canciones más populares y emblemáticas de la banda, ha sido utilizada en varias películas y álbumes compilatorios de The Rolling Stones como Through the Past, Darkly (Big Hits Vol. 2), Hot Rocks 1964-1971, Singles Collection: The London Years, Forty Licks y GRRR!.
En 2003, la banda argentina Los Piojos incluyó una pequeña referencia a esta canción en la primera estrofa de su tema "Como Alí", del álbum Máquina de Sangre: "Soy Jacobo Flash, el saltarín"
En marzo del 2005, la revista Q ubicó a «Jumpin' Jack Flash» en el puesto número 2 de las 100 mejores guitarras en canciones. En 2004, la revista Rolling Stone la colocó en el puesto número 124 de las 500 mejores canciones de todos los tiempos. VH1 la ubicó en el puesto 65 de su top 100 de las mejores canciones de rock.
El líder de Oasis, Liam Gallagher, lo nombró su canción británica favorita en 2016.
En Stone Ocean, la sexta parte del manga japonés JoJo's Bizarre Adventure, el stand perteneciente a Lang Rangler se llama Jumpin' Jack Flash, en alusión a la canción de la banda.

## En directo
Desde que se publicara en 1968, la canción ha estado presente en todas las giras de los Stones, desde el American Tour 1969 hasta el No Filter Tour 2017-19. Es la canción más interpretada en directo del grupo, por encima incluso de (I Can't Get No) Satisfaction.

## Personal
Acreditados:
- Mick Jagger: voz, coros, maracas
- Keith Richards: guitarras acústica, bajo, tom de piso, coros
- Brian Jones: guitarra eléctrica rítmica
- Bill Wyman: órgano Hammond
- Charlie Watts: batería
- Ian Stewart: piano
- Jimmy Miller: coros

## Posicionamiento en las listas

### Sencillo en las listas semanales
| Listas (1968)                      | Mejor posición |
| ---------------------------------- | -------------- |
| Alemania (Media Control AG)        | 1              |
| Austria (Ö3 Austria Top 40)        | 3              |
| Bélgica (Flandes) (Ultratop 50)    | 8              |
| Canadá (RPM)                       | 5              |
| Estados Unidos (Billboard Hot 100) | 3              |
| Irlanda (IRMA)                     | 3              |
| Noruega (VG-lista)                 | 3              |
| Nueva Zelanda (Listener)           | 1              |
| Países Bajos (Mega Single Top 100) | 1              |
| Reino Unido (UK Singles Chart)     | 1              |
| Suiza (Schweizer Hitparade)        | 2              |

### Sencillo en las listas de fin de año
| Lista (1968)                       | Mejor posición |
| ---------------------------------- | -------------- |
| Canadá (RPM)                       | 36             |
| Estados Unidos (Billboard Hot 100) | 50             |
| Estados Unidos (Cash Box Top 100)  | 26             |

## Versiones de otros artistas
- En 1972 dentro de su álbum "Wind of Change", Peter Frampton también hace versión de este tema. Posteriormente, en 1976, la incluye en el directo "Frampton Comes Alive!".
- En 1986, Aretha Franklin lanzó una versión como sencillo. Alcanzó el puesto #21 en el Billboard Hot 100.[30]
- Tina Turner hizo un cover del tema durante el Tina!: 50th Anniversary Tour, junto con otra canción de los stones «It's Only Rock 'n' Roll (But I Like It)».[31] Ya había realizado estas canciones durante su gira de 1982
- Guns N' Roses grabaron su propia versión de la canción en un demo de 1987. Aparece en el álbum bootleg Welcome to the Sessions.[32]
- Motörhead versionó a la pista durante las sesiones de grabación de We Are Motörhead. Fue incluida posteriormente en la reedición de su álbum Bastards de 2001.
- En 1971 Johnny Winter incluyó su furiosa versión de Jumpin Jack Flash en su tercer álbum de estudio, Johnny Winter And, y luego en su disco en vivo Johnny Winter And Live
- En 1972, Billy Joel interpretó una versión del tema en el Festival Mar y Sol en Puerto Rico. Existe un bootelg de su presentación llamado Billy Joel Mar Y Sol Puerto Rico 1972.